# Vela nos Jogos Pan-Americanos de 2019 - Sunfish
A competição de Sunfish nos Jogos Pan-Americanos de 2019 realizou-se de 5 a 10 de agosto no Yacht Club Peruano, na cidade de Paracas. Disputaram-se 11 regatas (10 classificatórias e a regata das medalhas).

## Formato da competição
A prova consistiu em 10 regatas classificatórias e uma de definição das medalhas. A posição em cada regata traduziu-se em pontos (o primeiro classificado somava um ponto na classificação, enquanto o 13º, por exemplo, somava 13 pontos), que foram acumulados de regata a regata para obter a classificação. Após a fase classificatória, os sete melhores atletas se classificaram à regata da medalha. Nesta fase, os pontos acumulados nas regatas classificatórias foram somados aos pontos da regata final.

## Medalhistas
| Ouro   | BRA Matheus Dellagnelo |
| Prata  | CAN Luke Ramsay        |
| Bronze | PER Renzo Sanguineti   |

## Calendário
Horário local (UTC-5).
| Data         | Horário | Fase            |
| ------------ | ------- | --------------- |
| 5 de agosto  | 11:20   | Regata 1 e 2    |
| 6 de agosto  | 11:20   | Regata 3, 4 e 5 |
| 7 de agosto  | 11:20   | Regata 6, 7 e 8 |
| 8 de agosto  | 12:20   | Regata 9 e 10   |
| 10 de agosto | 14:00   | Regata final    |

## Resultados
| Pos.              | Velejador           | Nacionalidade      | Regata | Regata | Regata | Regata | Regata | Regata | Regata | Regata   | Regata | Regata | Regata | Total pontos | Pontuação final |
| Pos.              | Velejador           | Nacionalidade      | 1      | 2      | 3      | 4      | 5      | 6      | 7      | 8        | 9      | 10     | F      | Total pontos | Pontuação final |
| ----------------- | ------------------- | ------------------ | ------ | ------ | ------ | ------ | ------ | ------ | ------ | -------- | ------ | ------ | ------ | ------------ | --------------- |
| Medalha de ouro   | Matheus Dellagnelo  | BRA Brasil         | 4      | 2      | 5      | 2      | 1      | 2      | (8)    | 2        | 1      | 2      | 4      | 33           | 25              |
| Medalha de prata  | Luke Ramsay         | CAN Canadá         | (7)    | 1      | 2      | 1      | 3      | 7      | 1      | 3        | 4      | 3      | 8      | 40           | 33              |
| Medalha de bronze | Renzo Sanguineti    | PER Peru           | 3      | 3      | (8)    | 6      | 4      | 4      | 7      | 1        | 3      | 1      | 2      | 42           | 34              |
| 4                 | Conner Blouin       | USA Estados Unidos | 5      | 4      | 1      | 3      | 10     | 1      | (11)   | 4        | 5      | 10     | 6      | 60           | 49              |
| 5                 | Diego González      | CHI Chile          | 6      | 6      | 7      | 4      | (9)    | 6      | 2      | 7        | 6      | 8      | 10     | 71           | 62              |
| 6                 | David Hernandez     | GUA Guatemala      | (11)   | 9      | 9      | 9      | 2      | 3      | 4      | 5        | 3 STP  | 6      | 14     | 75           | 64              |
| 7                 | Martin Alsogaray    | ARG Argentina      | 8      | 10     | 3      | 5      | 6      | 8      | 3      | (14) DSQ | 7      | 4      | 12     | 80           | 66              |
| 8                 | Jonathan Martinetti | ECU Equador        | 1      | 5      | 6      | (13)   | 7      | 5      | 5      | 8        | 9      | 11     | —      | 70           | 57              |
| 9                 | Simon Gomez         | COL Colômbia       | 2      | 7      | (13)   | 11     | 5      | 11     | 9      | 6        | 8      | 9      | —      | 81           | 68              |
| 10                | Agustin Lazaro      | PUR Porto Rico     | (13)   | 11     | 11     | 12     | 8      | 9      | 6      | 9        | 12     | 7      | —      | 98           | 85              |
| 11                | Héctor Guzman       | MEX México         | 9      | 8      | 4      | 8      | 12     | 10     | (13)   | 11       | 13     | 12     | —      | 100          | 87              |
| 12                | Esneiry Perez       | GUA Guatemala      | 12     | (13)   | 10     | 10     | 7      | 12     | 12     | 10       | 10     | 13     | —      | 109          | 96              |
| 13                | Lester Hernández    | CUB Cuba           | 10     | 12     | 12     | 13     | 11     | 13     | 10     | (14) UFD | 11     | 5      | —      | 111          | 97              |

Legenda
| Recorde mundial                  | Recorde mundial (World record)               |                       | Recorde africano                      | Recorde africano (African) |                                           | Q | Classificado por posição (Qualified) |
| Recorde dos Jogos Pan-Americanos | Recorde pan-americano (Pan-American record)  | Recorde da América    | Recorde da América (Americas)         | q                          | Classificado por melhor tempo (Qualified) |   |                                      |
| Melhor marca do ano              | Melhor marca do ano (World leading)          | Recorde asiático      | Recorde asiático (Asian)              | DNS                        | Não largou (Did not start)                |   |                                      |
| Recorde nacional                 | Recorde nacional (National record)           | Recorde europeu       | Recorde europeu (European)            | DNF                        | Não terminou (Did not finish)             |   |                                      |
| Recorde pessoal                  | Recorde pessoal do atleta (Personal best)    | Recorde da Oceania    | Recorde da Oceania (Oceania)          | DSQ / DQ                   | Desclassificado (Disqualified)            |   |                                      |
| Recorde da temporada             | Recorde da temporada do atleta (Season best) | Recorde sul-americano | Recorde sul-americano (South America) | NM                         | Sem marca (No mark)                       |   |                                      |

### Vela
| M   | Regata da Medalha da qual só participam os dez primeiros colocados das regatas anteriores  |  |  | CAN | Regata cancelada |
| BFD | Desclassificado por bandeira preta (Black Flag Disqualified)                               |  |  |     |                  |
| UFD | Desclassificado por bandeira "U" (U Flag Disqualified)                                     |  |  |     |                  |
| OCS | Largada queimada (On the Course Side of the starting line)                                 |  |  |     |                  |
| DNE | Desclassificação sem eliminação (infração a um item do regulamento da prova – Did Not End) |  |  |     |                  |